# Andrachydes transandinus
Andrachydes transandinus là một loài bọ cánh cứng trong họ Cerambycidae.